# Fargues-Saint-Hilaire
Fargues-Saint-Hilaire è un comune francese di 2 808 abitanti situato nel dipartimento della Gironda nella regione della Nuova Aquitania.

## Società

### Evoluzione demografica
Abitanti censiti